# Růže převislá
Růže převislá (Rosa pendulina) je druh evropské plané horské růže, která je nápadná tím, že její květní stopky se při dozrávání stáčejí dolů a šípky na nich jsou převislé, podle čehož získala druhové jméno.

## Výskyt
Tento druh se vyskytuje pouze ve střední, jižní a jihovýchodní Evropě, v jižní Evropě roste obvykle jen v horských oblastech. Jeho areál výskytu je na jihu ohraničen Pyrenejemi, Alpami a Karpaty, severní hranice vede přes Německo a Polsko a na východě zasahuje až na Ukrajinu. V České republice i na Slovensku ((slovensky) ruža ovisnutá) roste ve vyšších polohách poměrně často, v nižších jen vzácně.
Ve srovnání s jinými růžemi je náročná na půdní vláhu a roste v místech s vyššími srážkami nebo podél horských potoků a na březích horních toků řek nebo v jejich naplaveninách. Vybírá si dále vlhká a stinná místa na pasekách, na okrajích lesů, v kosodřevinách nebo bývá součástí subalpínských křovin, často roste až nad horní hranicí lesa.

## Popis
Je to prutnatý keř, fanerofyt, s četnými podzemními výběžky, které vytvářejí husté polykormony. Pruty víceméně přímé, dorůstající do výše 100 až 200 cm, jsou ve spodní části hustě ostnité a v horní často téměř bezostné. Lichozpeřené 3 až 5jařmé listy mají podlouhlé až eliptické lístky, které jsou po obvodě nejčastěji ostře zubaté, na bázi oblé až klínovité, na konci tupě nebo ostře špičaté a vespod na střední žilce nejčastěji chlupaté. Zelenavé blanité vytrvalé palisty jsou široké, asi z poloviny jsou přirostlé ke stopce listu.
Na hlavních prutech rostou zkrácené ostnité plodonosné větvičky 0,5 až 30 cm dlouhé. Na nich se objevují obvykle jednotlivě, vzácněji v chudokvětých vrcholičnatých květenstvích po 2 až 3, poměrně veliké sytě růžové nebo purpurové jemně vonící pětičetné květy. Vztyčené hustě žláznaté květní stopky se po odkvětu sklápějí a při zralostí plodů jsou nící. Trvalé kališní lístky jsou nedělené a bez přívěsků, holé nebo hustě žláznaté. Korunní lístky bývají růžové až karmínové. Z plochého disku vyrůstá mnoho tyčinek se žlutými prašníky a také čnělek s bliznami. Rozkvétá v květnu a červnu.
Plody jsou drobné, tvrdé, krémově žluté nažky, které se ve velkém počtu vyvíjejí v dužnaté češuli, v  tzv. nepravém plodu – šípku. Lysý nebo častěji žláznatý šípek většinou lahvicovitého nebo hruškovitého tvaru je při zralosti červené barvy a visí na dlouhé stopce směrem dolů, na vrcholu má zaschlé kališní lístky, poměrně brzy měkne.
Růže převislá je tetraploidní růže patřící mezi generativně se rozmnožující druhy. Má standardně širokou vnitropopulační variabilitu, která se projevuje především v hustotě žlázek a trnů a ve tvaru šípků. Její ploidie je 2n = 28. Je to dlouhověká rostlina, roste na vhodném stanovišti i 45 let.

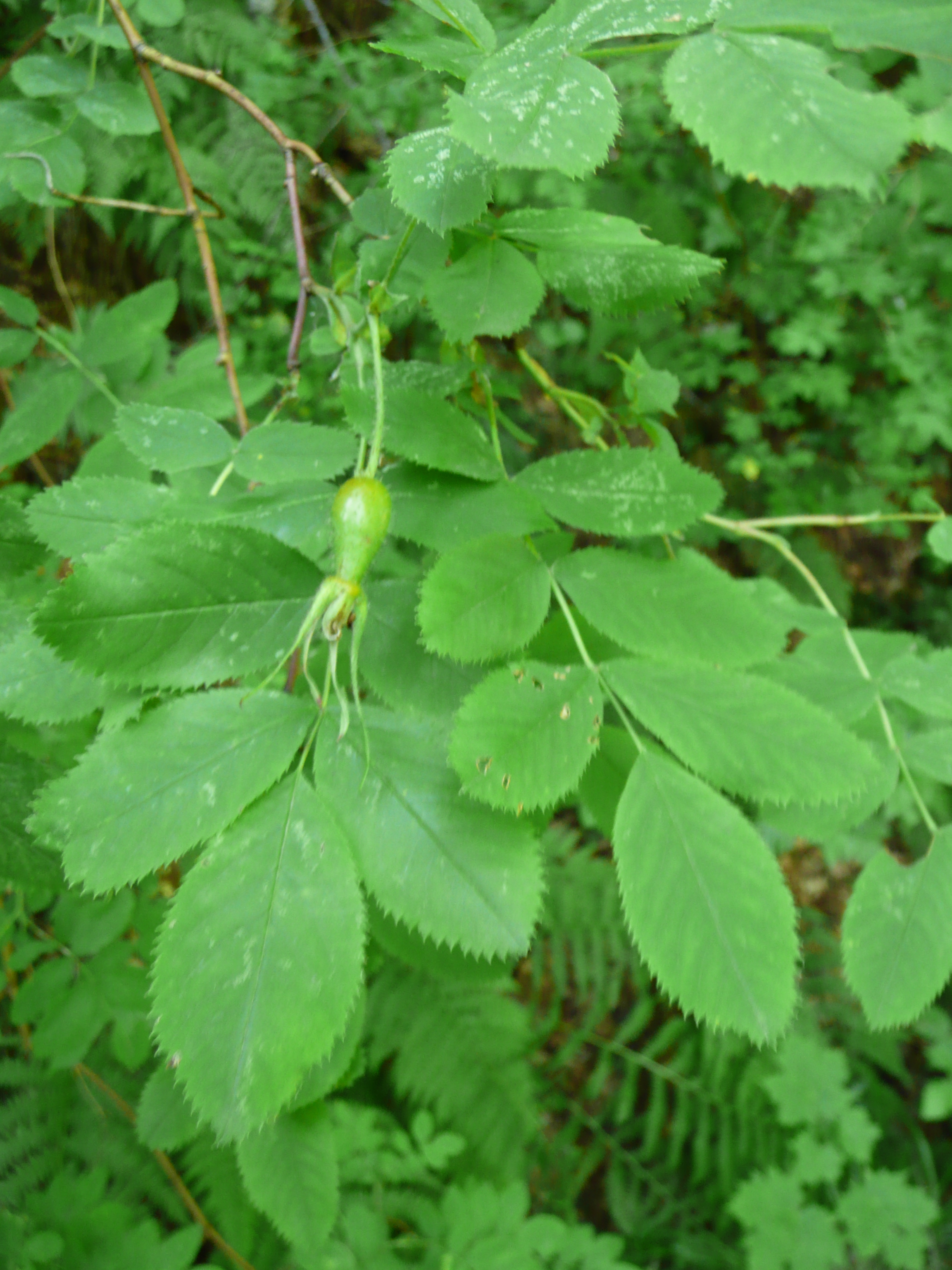
Listy
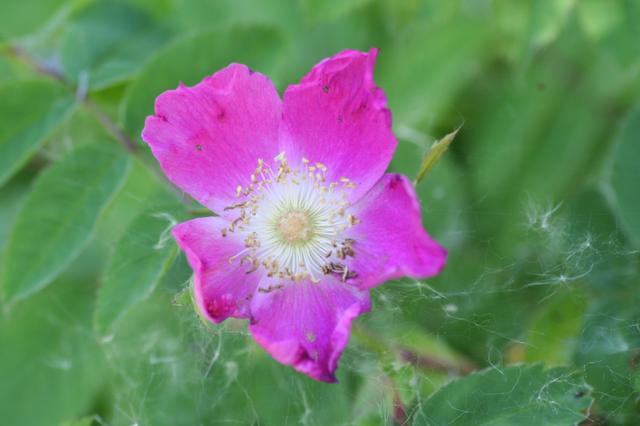
Květ
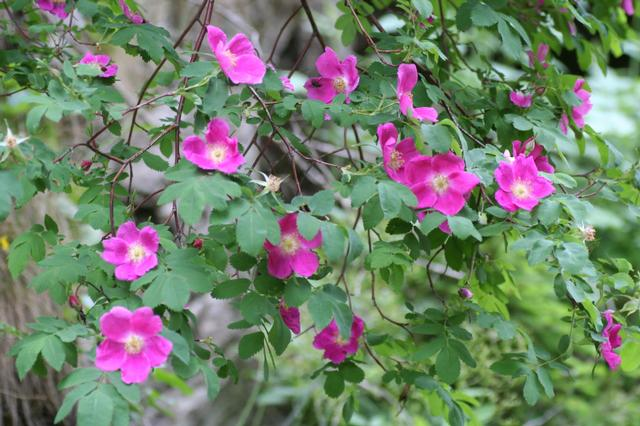
Rozkvetlý keř
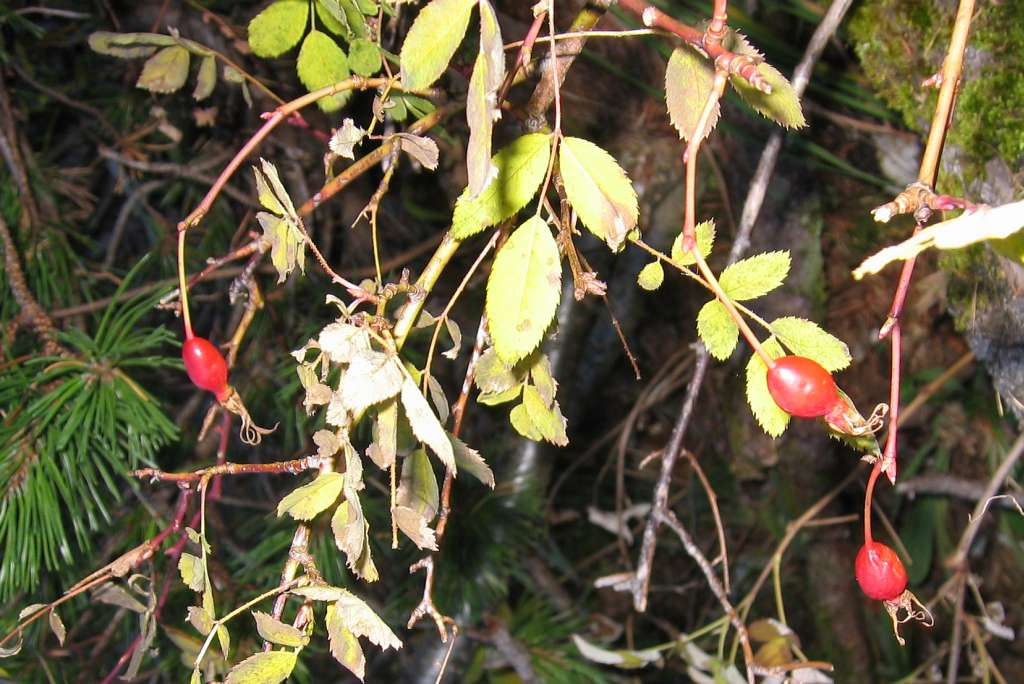
Nící šípky